# Lotário I
Lotário I (em latim: Lotharius; 795 – Prüm, 29 de setembro de 855) foi o terceiro Imperador dos Romanos, além de Rei da Itália e Rei da Média Frância. Era o filho mais velho de Luís I, o Piedoso e de Ermengarda de Hesbaye, filha de Ingermano de Hesbaye e de Edviges da Baviera da Casa de Etichonen, duque de Hesbaye. Casou com Ermengarda de Tours, filha de Hugo III de Tours.

## Biografia
Pouco se sabe dos seus primeiros anos, provavelmente passados na corte do seu avô Carlos Magno, até 815, quando se tornou rei da Baviera. Quando, em 817, o seu pai dividiu o império entre os seus filhos, Lotário foi coroado co-imperador em Aquisgrano. Igualmente reconhecido como rei dos Francos, Lotário I é enviado em Itália, onde ele assume em 820 ou 822 o título de rei dos Lombardos, e instala-se em Pavia. Em 821, casou-se com Ermengarda (falecida em 851), filha de Hugo, conde de Tours; em 822 ele assumiu o título de Rei de Itália e, a 5 de abril de 823, foi coroado Imperador Romano-Germânico pelo papa Pascoal I em Roma.
Em novembro de 824, ele promulgou uma lei regulando as relações entre papa e imperador, que reservavam para este o supremo poder secular e, a seguir, emitiu várias ordens para o bom governo da Itália.
Quando Luís I estava no leito de morte, em 840, enviou as insígnias imperiais para Lotário que, ignorando os desejos de seu pai, se proclamou chefe de todo o império. Falhadas as negociações com os seus irmãos Luís o Germânico e Carlos o Calvo, estes pegaram em armas em conjunto. A batalha decisiva teve lugar em Fontenoy, a 25 de junho de 841 e Lotário teve que fugir para Aix. Finalmente, levando consigo todos os bens que conseguiu, Lotário abandonou a sua capital.
Num esforço para restabelecer a paz, os irmãos reúnem-se em Junho de 842 numa ilha do rio Saône e concordam numa divisão, que seria formalizada em Agosto de 843 pelo Tratado de Verdun, segundo o qual Lotário ficou rei da Itália, mantendo o título de imperador, dominando ainda uma estreita faixa de terra ao longo dos rios Reno e Ródano, que ficou conhecida como Lotaríngia. No entanto, Lotário deu a regência da Itália ao seu filho mais velho, Luís (que se tornaria mais tarde no imperador Luís II, o Jovem e permaneceu no seu nono reino, continuando as antigas escaramuças e reconciliações com os seus irmãos e tentando defender o seu domínio dos ataques dos nórdicos — os viquingues — e dos sarracenos.
Em 855, ele ficou doente e renunciou ao trono, dividiu os seus domínios pelos três filhos e, a 23 de setembro daquele ano, entrou para o mosteiro de Prüm, onde morreu seis dias depois e onde está enterrado (os seus restos só foram ali encontrados em 1860).
Os domínios da Lotaríngia foram divididos por Lotário I da seguinte forma: o mais velho foi o sacro imperador Luís II, o Jovem e rei (titular) da Itália, o segundo, Lotário II da Lotaríngia, ficou com o resto da Lotaríngia e o mais novo, Carlos de Provença ficou com a Alta e Baixa Borgonha (Arles e Provença).

## Relações familiares
Foi filho de Luís I, o Piedoso e de Ermengarda de Hesbaye (780–Angers, 3 de outubro de 818), filha de Ingermano de Hesbaye e de Edviges da Baviera. Casou em 821 com Ermengarda de Tours, filha de Hugo III de Tours (765–20 de outubro de 837 e de Eva de Auxerre, de quem teve:
1. Luís II da Germânia o Jovem (825–875), Imperador Romano-Germânico (governante sozinho em 855 – 875), primogênito do imperador Lotário I, tornou-se Rei da Itália em 839, e passou a residir ali, sendo coroado rei em Roma pelo papa Sérgio II[2]  em 15 de junho de 854. Casou-se com Engelberga de Espoleto;
2. Hiltruda da Germânia ([826–865) Casada com Berengário de Espoleto;
3. Ermengarda da Germânia (c. 825–849), casada com Giselberto de Maasgau e Darnau, Conde da Maasgau;
4. Berta da Germânia (c. 830–852]) Casada com um homem desconhecido, mas mais tarde abadessa de Avenay;
5. Gisela da Germânia (c. 830–856), abadessa de São Salvador (San Salvatore), em Bréscia;
6. Lotário II da Lotaríngia (835–869) sucedeu ao seu pai. Casado com Teutberga de Valois , filha de Bosão de Valois, "o Velho", o conde de Arles;[3][4]
7. Rotrude da Germânia (c. 840) Casada por duas vezes, uma com Lamberto III de Nantese a outra com Otão de Lebarten;
8. Carlos da Provença (845–863) investido na Provença, em Lyon e na Borgonha Transjuraniana.

Um filho ilegítimoː
1. Carlomano (- 853 d.).